# Långträsket (sjö i Kimitoön, Egentliga Finland)
Långträsket (finska: Pitkäjärvi) är en sjö i kommunen Kimitoön i landskapet Egentliga Finland i Finland. Arean är 43 hektar och strandlinjen är 4,09 kilometer lång. Sjön  ingår i Södra Skärgårdshavets avrinningsområde.   Den ligger omkring 38 kilometer sydöst om Åbo och omkring 120 kilometer väster om Helsingfors. 